# Kangerluarsorujuup Qinngua
Kangerluarsorujuup Qinngua [kaˌŋɜɬːuˌɑsːɔʁuˈjuːp ˈqiŋːua] (nach alter Rechtschreibung Kangerdluarssorujûp K'íngua) ist eine wüst gefallene grönländische Schäfersiedlung im Distrikt Qaqortoq in der Kommune Kujalleq.

## Lage
Kangerluarsorujuup Qinngua liegt am Ende des Fjords Kangerluarsorujuk. Ein Weg verbindet Kangerluarsorujuup Qinngua mit der zwei Kilometer westlich gelegenen Schäfersiedlung Kangerluarsorujuk, die den Namen des Fjords trägt. 20 km fjordabwärts liegt das nächste Dorf Eqalugaarsuit. Die Siedlung liegt am Rand des Seengebiets Tasikuluulik (Vatnahverfi). Weitere Schäfersiedlungen in der Nähe sind das sieben Kilometer nördlich gelegene Eqaluit und das elf Kilometer östlich gelegene Qallimiut.

## Bevölkerungsentwicklung
Kangerluarsorujuup Qinngua existiert seit 1992. Für 2012 wurde noch eine Bevölkerungszahl von sechs Personen angegeben, während für 2013 keine Einwohner mehr gezählt wurden. Einwohnerzahlen der Schäfersiedlungen sind letztmals für 2013 bekannt. Kangerluarsorujuup Qinngua wird statistisch unter „Farmen bei Eqalugaarsuit“ geführt.